# Jan Mroczek (poseł)
Jan Mroczek (ur. 11 kwietnia 1917 w Pogorzałkach Małych, zm. 19 grudnia 1994) – polski prawnik i działacz partyjny, poseł na Sejm PRL V i VI kadencji z ramienia PZPR.

## Życiorys
Był synem Jana i Franciszki. Uzyskał wykształcenie wyższe prawnicze. W 1949 wstąpił do Polskiej Zjednoczonej Partii Robotniczej i został instruktorem Komitetu Powiatowego partii, którym był do 1957. Następnie w Poznaniu był sekretarzem Komitetu Dzielnicowego partii (od 1961 pierwszym). Na początku lat 50. był słuchaczem w Wojewódzkiej Szkole Partyjnej, następnie (do 1956) asystentem i starszym asystentem w Międzywojewódzkiej Szkole Partyjnej w Poznaniu, od 1956 do 1957 był słuchaczem Wyższej Szkoły Partyjnej KPZR w Moskwie. W latach 1961–1971 zasiadał w plenum Komitetu Wojewódzkiego PZPR w Poznaniu, w tym od 1968 także w jego egzekutywie. Od 1971 do 1975 był zastępcą członka Komitetu Centralnego PZPR.
Działał w Towarzystwie Przyjaźni Polsko-Radzieckiej. W latach 1966–1971 przewodniczył Wojewódzkiemu Komitetowi Związków Zawodowych w Poznaniu, a od 1972 do 1976 Zarządowi Głównemu Związku Zawodowego Metalowców. W 1969 i 1972 uzyskiwał mandat posła na Sejm PRL w okręgu Ostrów Wielkopolski. W trakcie V kadencji pełnił funkcję zastępcy przewodniczącego Komisji Wymiaru Sprawiedliwości, a w VI Komisji Przemysłu Ciężkiego i Maszynowego. W ostatniej kadencji zasiadał również w Komisji Spraw Wewnętrznych i Wymiaru Sprawiedliwości.
Pochowany 22 grudnia 1994 na cmentarzu Miłostowo w Poznaniu.

## Odznaczenia
- Krzyż Oficerski Orderu Odrodzenia Polski
- Krzyż Kawalerski Orderu Odrodzenia Polski